# Just Stand Up!
"Just Stand Up!" je pjesma koju je izvela grupa pop, R&B, rock i country izvođača uživo tijekom telethona "Stand Up to Cancer". Grupa je publici predstavljena pod imenom Artists Stand Up to Cancer.
Američki kantautor i producent Antonio "L.A." Reid na pjesmi je surađivao s osnivačem udruge Stand Up to Cancer. Ponovno je producirao pjesmu s američkim pjevačem Kennethom “Babyface” Edmondsom, i singl je objavljen 21. kolovoza 2008. godine. 
Pjevači su izveli pjesmu uživo u showu "Stand Up to Cancer",  koji se istovremeno prikazivao na televizijama ABC, CBS i NBC 5. rujna 2008. godine.
Singl je ponovno objavljen 30. rujna 2008. godine s originalnom snimkom, snimkom nastupa uživo. CD ima specijalne dodatke za računar. Videospot za pjesmu nije snimljen.

## Izvođači
- Mariah Carey
- Beyoncé Knowles
- Keyshia Cole
- Mary J. Blige
- Rihanna
- Carrie Underwood
- Fergie
- Sheryl Crow (samo u studijskoj inačici)
- Melissa Etheridge (samo u studijskoj inačici)
- Leona Lewis
- Natasha Bedingfield
- Miley Cyrus
- LeAnn Rimes (samo u studijskoj inačici)
- Ashanti
- Ciara
- Nicole Scherzinger (samo u uživo inačici)
- Whitney Houston
- Lee Soo Young

## Nastup uživo
Nastup uživo desio se na događaju "Stand Up 2 Cancer" 5. rujna 2008. godine i prenosio se na mnogim TV kanalima. Svi su se originalni izvođači pojavili, osim LeAnn Rimes, Sheryl Crow i Melissa Etheridge. Nicole Scherzinger iz glazbenog sastava Pussycat Dolls pjevala je dio od Sheryl Crow. Nastup je malo drugačiji od originalne pjesme koja se može dogotalno preuzeti. Snimka nastupa uživo se može preuzeti s iTunes-a.

## Popis inačica
1. "Just Stand Up!"
2. "Just Stand Up!" (Uživo)
3. "Just Stand Up!" (Videospot)

## Uspjeh na top ljestvicama
Pjesma je debitirala na top ljestvici Billboard Hot 100 na 78. mjestu 13. rujna. a. Idućeg tjedna pjesma je skočila za 67 mjesta na 11. mjesto. Idućeg tjedna pala je na 36. mjesto. Na ljestvici Billboard Pop 100 dospjela je na 18. mjesto. Na ljestvici u Ujedinjenom Kraljevstvu debiritala je na 39. mjestu, a idućeg tjedna s epopela na 26. mjesto. Na Kanadskoj top ljestvici pjesma je debitirala na 10. mjestu, samo zbog digitalnog preuzimanja. 

## Top ljestvice
| Top ljestvica (2008.)               | Najviša pozicija |
| ----------------------------------- | ---------------- |
| Australija                          | 39               |
| Kanada                              | 10               |
| Italija                             | 7                |
| Japan                               | 85               |
| Novi Zeland                         | 19               |
| Švedska                             | 51               |
| SAD Billboard Hot 100               | 10               |
| SAD Billboard Hot R&B/Hip-Hop Songs | 57               |
| SAD Billboard Pop 100               | 18               |
| Ujedinjeno Kraljevstvo              | 26               |

## Impresum
- S vokalima – Carrie Underwood, Mariah Carey, Beyoncé Knowles, Mary J. Blige, Rihanna, Fergie, Sheryl Crow, Melissa Etheridge, Natasha Bedingfield, Miley Cyrus, Leona Lewis, Keyshia Cole, LeAnn Rimes, Ciara, Ashanti i Nicole Scherzinger (samo u uživo inačici)

- Beyoncé Knowles pojavljuje se pod diskografskom kućom Columbia.
- Mary J. Blige pojavljuje se pod diskografskom kućom Geffen.
- Rihanna pojavljuje se pod diskografskom kućom Def Jam Recordings.
- Fergie i Sheryl Crow pojavljuju se pod diskografskom kućom A&M Records.
- Mariah Carey i Melissa Etheridge pojavljuju se pod diskografskom kućom Island Records.
- Natasha Bedingfield pojavljuje se pod diskografskom kućom Epic Records.
- Miley Cyrus pojavljuje se pod diskografskom kućom Hollywood Records.
- Leona Lewis pojavljuje se pod diskografskim kućama Sony BMG/Syco/J.
- Carrie Underwood pojavljuje se pod diskografskom kućom Arista Nashville.
- Keyshia Cole pojavljuje se pod diskografskom kućom Interscope-Geffen-A&M.
- LeAnn Rimes pojavljuje se pod diskografskom kućom Asylum-Curb.
- Ashanti pojavljuje se pod diskografskom kućom Universal Records
- Ciara pojavljuje se pod diskografskim kućama Zomba, Sony BMG.
- Nicole Scherzinger pojavljuje se pod diskografskim kućama Polydor, A&M i Interscope (samo u inačici uživo)